# XV (Album)
XV ist das achte Studioalbum des österreichischen Rappers RAF Camora. Es erschien am 23. Juni 2023 über sein eigenes Label Indipendenza.

## Entstehung und Artwork
Artwork
Auf dem Frontcover des Albums sind zahlreiche schwarz gekleidete Personen vor dem Kursalon Hübner in Wien zu sehen, die mit den Händen ein XV-Zeichen formen, darunter in der Mitte auch RAF Camora selbst. Im abendroten Himmel ist ferner ein Logo abgebildet, das aus einem stilisierten XV und Raben – ein wiederkehrendes Motiv des Interpreten – sowie dem Schriftzug RAF Camora besteht. Mit dem Albumcover löst RAF Camora ein auf dem Song Vergesse nie die Street aus dem vorangegangenen Soloalbum Zukunft gegebenes Versprechen („Beim nächsten Album pack’ ich Fünfhaus auf mein Cover“) ein. Für das Shooting lud er 1000 Fans ein, die auf dem Cover um ihn selbst herum abgebildet wurden und Fahnen in die Luft halten. Das Cover-Artwork wurde von Isik Designs erstellt.

## Titelliste
Die Titel wurden von den beteiligten Interpreten und Produzenten selbst geschrieben. Zudem waren bei Bei Nacht Carli, Leroy und T-No sowie bei Tränen Gerard als Autoren beteiligt.
| Nr.          | Titel                          | Produzent(en)                                                                      | Länge |
| ------------ | ------------------------------ | ---------------------------------------------------------------------------------- | ----- |
| 1.           | Intro                          | The Cratez, Neal & Alex, RAF Camora, The Royals                                    | 2:25  |
| 2.           | Matrix                         | Voluptyk                                                                           | 2:13  |
| 3.           | All Night (feat. Luciano)      | Beataura, The Cratez, RAF Camora, The Royals                                       | 2:33  |
| 4.           | Kein Kontakt                   | Beataura, The Cratez, Flo Moser, RAF Camora, The Royals                            | 2:06  |
| 5.           | Weit weg                       | The Cratez, Minti, Neal & Alex, RAF Camora, The Royals                             | 2:32  |
| 6.           | Anna                           | The Cratez, Flo Moser, Neal & Alex, RAF Camora, The Royals                         | 2:24  |
| 7.           | Wien (feat. Yung Hurn)         | The Cratez, M6DR, The Royals                                                       | 3:03  |
| 8.           | Strada (feat. Ahmad Amin)      | The Cratez, JuLee Beats, Flo Moser, RAF Camora, The Royals                         | 2:24  |
| 9.           | V Palms                        | The Cratez, Neal & Alex, RAF Camora, The Royals, Yulo                              | 2:27  |
| 10.          | Bei Nacht (feat. Cro)          | BadCompany, Carli, The Cratez, Lucry, Philip Morris, RAF Camora, The Royals, Suena | 2:36  |
| 11.          | Tränen (feat. Mathea)          | The Cratez, Neal & Alex, The Royals                                                | 3:11  |
| 12.          | Finito                         | The Cratez, RAF Camora, The Royals                                                 | 2:07  |
| 13.          | Toyota (feat. Ashafar & Trobi) | The Plugz Europe, Trobi                                                            | 2:55  |
| 14.          | Cagoule (feat. HoodBlaq)       | The Cratez, Flo Moser, RAF Camora, The Royals, Shevchenko                          | 3:06  |
| 15.          | Gotham                         | The Cratez, Minti, Flo Moser, RAF Camora, The Royals                               | 2:38  |
| Gesamtlänge: | Gesamtlänge:                   | Gesamtlänge:                                                                       | 38:46 |

## Singleauskopplungen
Aus XV wurden vier Lieder vorab als offizielle Einzeltrack-Singles zum Download und Streaming veröffentlicht. Den Anfang machte das Stück All Night (feat. Luciano) am 31. März 2023. Am 5. Mai 2023 erschien mit Anna die zweite Singleauskopplung. Zwei Wochen später wurde am 19. Mai 2023 Bei Nacht (feat. Cro) als dritte Single ausgekoppelt, bevor eine Woche vor Albumveröffentlichung am 16. Juni 2023 mit Strada (feat. Ahmad Amin) die letzte Single des Albums erschien. Alle vier Songs erreichten die Chartspitze der Ö3 Austria Top 40 und Top-10-Platzierungen in den deutschen Singlecharts sowie in der Schweizer Hitparade. All Night belegte auch in Deutschland und in der Schweiz Platz eins.
Neben den vier Singles erschien am 2. Juli 2023 ein Musikvideo zu Wien, einer Kollaboration mit Yung Hurn, das RAF Camoras Liveact auf dem Wiener Donauinselfest am Tag der Albumveröffentlichung zeigt. Alle Videos entstanden unter der Regie Shaho Casados.
Nach Erscheinen des Albums stieg zudem der Song Matrix aufgrund hoher Einzeldownloads und Streaming in die deutschen und Schweizer Singlecharts ein, während Wien zum fünften Nummer-eins-Hit des Albums in Österreich avancierte.
Im Juli 2023 wurde die Single All Night darüber hinaus in Deutschland mit einer Goldenen Schallplatte für über 200.000 verkaufte Einheiten ausgezeichnet.

## Rezensionen
Auf laut.de erhielt das Album zwei von möglichen fünf Punkten. Der Rezensent Yannik Gölz meint, auf dem Album mache RAF Camora „dasselbe wie immer“: „unkreativen Hedonismus auf formelhafte Instrumentals mit seinem patentierten Mix aus Club-tauglichen Beats“. XV sei ein handwerklich solides Album, allerdings sei es „schade, seit nun so vielen Alben zu merken, dass die Songs wirklich äußerst lieblos von der Stange kommen“. Positiv hebt er die 2CB-Referenz Weit weg sowie den „herausragenden Refrain“ von Yung Hurn in Wien hervor, während Mathea „streitlustig zu einem der denkwürdigeren Parts der Platte“ rappe.
Thomas Kiebl vom österreichischen Hip-Hop-Magazin The Message ist der Meinung, der Musiker setze mit dem Album ein weiteres Zeichen seiner Verbundenheit zu seinem Wiener Heimatbezirk Rudolfsheim-Fünfhaus. Er bezeichnet das Album als eine „Mischung aus melancholisch-nachdenklichen Songs und Party-Hymnen“.

## Kommerzieller Erfolg

### Chartplatzierungen
XV stieg am 30. Juni 2023 auf Platz eins in die deutschen Albumcharts ein. Das Album platzierte sich vier Wochen in den Top 10 und 30 Wochen in den Top 100. Für RAF Camora ist es das achte Nummer-eins-Album in Deutschland sowie der elfte Top-10- und zwölfte Charterfolg. Darüber hinaus belegte das Album ebenfalls die Chartspitze der deutschsprachigen Albumcharts sowie die Chartspitze der Hip-Hop-Charts. In beiden Chartauswertungen ist es ebenfalls sein achtes Nummer-eins-Album. Am 4. Juli 2023 stieg das Album auch in den Ö3 Austria Top 40 auf der Spitzenposition ein. Der Tonträger war dort fünf Wochen sowie 15 Wochen in den Top 10 bzw. 74 Wochen in den Top 75 vertreten. RAF Camora steht damit zum sechsten Mal an der österreichischen Chartspitze, er erreicht mit XV darüber hinaus zum elften Mal die Top 10 sowie zum 16. Mal die Charts. Auch in der Schweizer Hitparade erreichte das Album am 2. Juli 2023 Rang eins, insgesamt konnte es sich 17 Wochen in der Hitparade platzieren. RAF Camora belegt damit zum fünften Mal ebendiesen, darüber hinaus erreicht er zum achten Mal die Top 10 sowie zum 13. Mal die Charts.
| ChartsChartplatzierungen | Höchstplatzierung | Wochen |
| ------------------------ | ----------------- | ------ |
| Deutschland (GfK)        | 1 (30 Wo.)        | 30     |
| Österreich (Ö3)          | 1 (75 Wo.)        | 75     |
| Schweiz (IFPI)           | 1 (17 Wo.)        | 17     |

| ChartsJahrescharts (2023) | Platzierung |
| ------------------------- | ----------- |
| Deutschland (GfK)         | 20          |
| Österreich (Ö3)           | 2           |
| Schweiz (IFPI)            | 18          |

| ChartsJahrescharts (2024) | Platzierung |
| ------------------------- | ----------- |
| Österreich (Ö3)           | 35          |

## XV RR Edition
Am 8. September 2023 wiederveröffentlichte RAF Camora das Album inklusive elf neuer Songs unter dem Titel XV RR Edition über sein eigenes Label Indipendenza. Das RR im Titel steht für seinen bürgerlichen Namen Raphael Ragucci. In RAF Camoras Internetshop erschien das Album auch als Doppel-CD.

### Titelliste
| Nr. | Titel                             | Produzent(en)                                                | Länge |
| --- | --------------------------------- | ------------------------------------------------------------ | ----- |
| 1.  | Intro                             | The Cratez, The Royals                                       | 2:28  |
| 2.  | Ich zahl                          | The Cratez, David Emanuel, Flo Moser, The Royals             | 2:30  |
| 3.  | Tropicana (feat. HoodBlaq)        | The Cratez, Neal & Alex, RAF Camora, The Royals              | 2:12  |
| 4.  | Toxisch                           | Beataura                                                     | 2:37  |
| 5.  | Frei                              | The Cratez, Flo Moser, RAF Camora, The Royals                | 2:27  |
| 6.  | Die Street                        | The Cratez, Neal & Alex, RAF Camora, The Royals              | 2:15  |
| 7.  | Calle (feat. Rhove & Skinny Flex) | The Cratez, Igor Dugonjic, Flo Moser, RAF Camora, The Royals | 2:40  |
| 8.  | Model (feat. Dardan & Jamule)     | The Cratez, Minti, Neal & Alex, RAF Camora, The Royals       | 2:25  |
| 9.  | Gebete                            | The Cratez, The Royals                                       | 2:35  |
| 10. | Game                              | The Cratez, The Royals                                       | 2:49  |
| 11. | C.R.                              | The Cratez, Neal & Alex, RAF Camora, The Royals              | 3:03  |

| \| Nr. \| Titel \| Musik \| Länge \| \| --- \| ----------------------------- \| -------------------------------------------------------------------------------------------------- \| ----- \| \| 12. \| Liebe Grüsse (feat. Ski Aggu) \| The Cratez, Neal & Alex, RAF Camora, The Royals, Kev Koko, Stoopid Lou, coolpacc, Dee Dee Halligan \| 2:17 \| |                               | |       |
| Nr. | Titel                         | Musik                                                                                              | Länge |
| 12. | Liebe Grüsse (feat. Ski Aggu) | The Cratez, Neal & Alex, RAF Camora, The Royals, Kev Koko, Stoopid Lou, coolpacc, Dee Dee Halligan | 2:17  |